# 黄山梅属
黄山梅属（学名：Kirengeshoma）是绣球科下的一个属，为多年生直立草本植物。该属仅有黄山梅一种（Kirengeshoma palmata）一种，分布于中国安徽黄山、浙江天目山和日本。